# La Chance, pour la diversité dans les médias
La Chance, pour la diversité dans les médias (dite La Chance, anciennement La Chance aux Concours, acronyme : CAC) est une association française créée en 2007, dédiée à la préparation aux concours des écoles de journalisme, à l'égalité des chances et à l'éducation aux médias et à l'information. Elle prépare gratuitement des étudiants boursiers de l'enseignement supérieur ou équivalents aux épreuves des 14 écoles de journalisme reconnues par la profession.
Depuis 2018, La Chance mène des actions d’éducation aux médias et à l'information (EMI) auprès de publics divers, en s'appuyant majoritairement sur les journalistes qu'elle a contribué à former. L'association épaule également ses anciens bénéficiaires dans la durée, elle met en place de nombreuses actions d'insertion professionnelle afin de faciliter leur entrée dans le métier. L'association apporte par ailleurs un soutien financier à ses bénéficiaires.

## Histoire
La Chance, pour la diversité dans les médias naît en 2007 à l'initiative de Baya Bellanger, journaliste indépendante pour la télévision qui lance le projet avec trois autres journalistes de télévision : Djebrine Belleili, Selim El Meddeb et Olivier Le Hellard, tous amis et issus de la promotion 2004 du Centre de formation des journalistes (CFJ).
Partant du constat que « dès l’école de journalisme, […] il y avait très peu de mixité sociale dans la profession », l'objectif de l'association est « d’œuvrer pour la diversité dans les médias, notamment en préparant bénévolement des étudiants boursiers aux concours des écoles de journalisme. »
Les premières années, La Chance se développe au sein de l'association des Anciens du CFJ avant de s'autonomiser et de devenir une association propre en avril 2010.
D'abord présente à Paris, les séances se déroulent tous les samedis après-midi au sein des locaux du CFJ. Les élèves suivis chaque année sont une douzaine jusqu'en 2011, puis 24 à Paris à partir de 2012. D'abord fondatrice de l'association, Baya Bellanger en devient présidente en 2011 puis présidente honoraire en 2015. Elle laisse la même année sa place de présidente à Marc Epstein, journaliste et alors rédacteur en chef du service Monde de L'Express.
À partir de 2015, l'association commence à grandir et à se développer dans d'autres villes françaises : Toulouse en 2015, Strasbourg et Grenoble en 2016, Marseille en 2017, Rennes en 2018, et Bordeaux en 2022. Indépendante de toute école et de tout média, animée par plus de 350 journalistes bénévoles, La Chance est la première préparation gratuite aux concours en termes d'ancienneté et le plus important dispositif d'égalité des chances du secteur. Outre les prépas payantes, nombreuses, une autre prépa gratuite et ouverte aux boursiers a vu le jour, la prépa Égalité des Chances ESJ Lille-Bondy Blog.
Depuis 2018, La Chance agit pour l’éducation aux médias, afin de mieux faire connaître les métiers des médias et les parcours à suivre pour devenir journaliste. À partir de 2021, l'association renforce ses actions d'insertion professionnelle pour accompagner au mieux ses anciens étudiants dans leurs débuts de carrière.
Le siège de La Chance est désormais situé au 29, boulevard Bourdon à Paris, au sein de l'incubateur associatif L'Ascenseur.

## Objectifs
La préparation prend la forme d'exercices de culture générale, de français, d'anglais et de suivi de l'actualité lors de séances animées par des journalistes bénévoles toutes les semaines. Des exercices journalistiques sont également demandés aux étudiants. Un soutien financier est mis en place pour les étudiants, notamment afin de couvrir les frais liés aux concours.
Des ateliers d'écriture sont animés par Hédi Kaddour, ancien intervenant en écriture journalistique au CFJ et écrivain, prix Goncourt du premier roman en 2005, Prix Valery Larbaud et Grand prix du roman de l'Académie française. Des ateliers de culture générale sont assurés par François Reynaert, journaliste et chroniqueur à l'Obs.
La Chance mène des actions d'éducation aux médias et à l'information (EMI) au sein des établissements scolaires français. Elle est, à ce titre, membre du Conseil d’Orientation et de Perfectionnement du Centre de liaison de l'enseignement et des médias d'information (CLEMI). L'association s'investit aussi dans l'insertion professionnelle de ses anciens étudiants, en les accompagnant dès leur passage à La Chance et jusqu'à leur début dans les métiers de journalistes.

## Partenariats et reconnaissance
Au fil des années, La Chance, pour la diversité dans les médias a établi plusieurs partenariats avec les écoles de journalisme ou clubs de la presse, qui prêtent leurs locaux pour le déroulement des séances.
Soutenue par de nombreux médias, l'association est aussi partenaire de la Fondation Culture et diversité, qui permet aux étudiants de couvrir une partie des frais liés aux concours. La Chance est lauréate en 2015 du prix La France s'engage, prix créé en 2014 par François Hollande.
Début 2022, un partenariat est noué entre La Chance, l'AFP et l'Arcom (ex-CSA), afin de créer le « Prix Michèle Léridon », du nom de l'ancienne directrice de l'Information de l'AFP et membre de l'Arcom, disparue en 2021. Le prix s'adresse à d'anciens étudiants de La Chance qui n'ont pas été admis en école de journalisme. Après un dossier et un entretien, le lauréat remporte un CDD d'une durée de 3 mois au sein de l'Agence France-Presse ainsi que 5 000 €. Depuis la deuxième édition, en 2023, le gagnant remporte toujours 5 000 €, mais le CDD devient un contrat d'alternance de deux ans entre l'AFP et le Centre de formation et de perfectionnement des journalistes (CFPJ).